# Adelaide de França
Maria Adelaide de França (Marie Adélaïde de France; 23 de março de 1732 - Trieste, 27 de fevereiro de 1800) foi a sexta criança e a quarta filha do rei Luís XV de França e Maria Leszczyńska. Era duquesa de Louvois juntamente com a irmã Sofia.

## Biografia

### Primeiros Anos

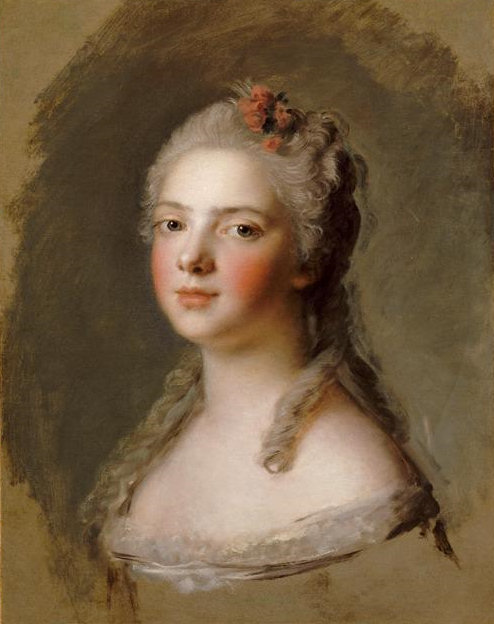
Madame Adelaide de França, filha de Luís XV - Jean-Marc Nattier, 1750
Palácio de Versalhes

Maria Adelaide de França nasceu no Palácio de Versalhes em 23 de março de 1732, ela recebeu o nome de sua avó paterna Maria Adelaide de Saboia. Era a sexta filha, a quarta menina, do rei Luís XV de França com sua esposa Maria Leszczyńska, filha do rei Estanislau I da Polônia. Como filha do rei francês, ela era uma Filha da França (Fille de France). Na corte francesa era conhecida como "Madame Quarta" (Madame Quatrième).
Adelaide foi criada em Versalhes com suas irmãs mais velhas, Madame Luísa Isabel e Madame Henriqueta e seu irmão Luís, Delfim da França. Suas irmãs mais jovens receberam a sua educação na Abadia de Fontevraud, porque segundo André Hercule de Fleury primeiro-ministro de Luís XV criá-las em Versalhes com tudo o que tinham direito era demasiado muito caro. Esperava-se que Adelaide se unisse a suas irmãs mais novas em Fontevraud, todavia, ela foi autorizada a ficar em Versalhes após um apelo pessoal a seu pai.
Sua educação ficou sob os cuidados de Marie Isabelle de Rohan, Duquesa de Tallard. De acordo com Madame Campan: "Madame Adelaide, em particular, tinha um desejo insaciável de aprender; ela foi ensinada a tocar todos os instrumentos, desde a trompa (acredite!) até a harpa judia." Ela teve aulas de italiano com Goldoni e de música com Beaumarchais.
Maria Adelaide participava da vida da corte desde muito jovem, ela frequentava e organizava festividades em Versalhes e, juntamente com sua irmã Henriqueta, acompanhava seu pai à ópera em Paris e em caçadas.

### Vida na Corte de seu pai
Em 1744, o rei concedeu à Henriqueta e Adelaide seu próprio séquito. As irmãs tinham duas damas de companhia e sua própria dama de honra. Quando as irmãs mais novas chegaram à corte de Fontevrault, elas não foram introduzidas na comitiva de suas irmãs mais velhas, conhecida como a "Casa das Mesdames". Após a morte de Henriqueta em 1752, a Casa das Mesdames passou a ser conhecida como a "Casa de Madame Adelaide", tendo Adelaide ocupado uma posição distinta como a única princesa real solteira com sua própria comitiva, enquanto suas irmãs mais novas compartilhavam o séquito.

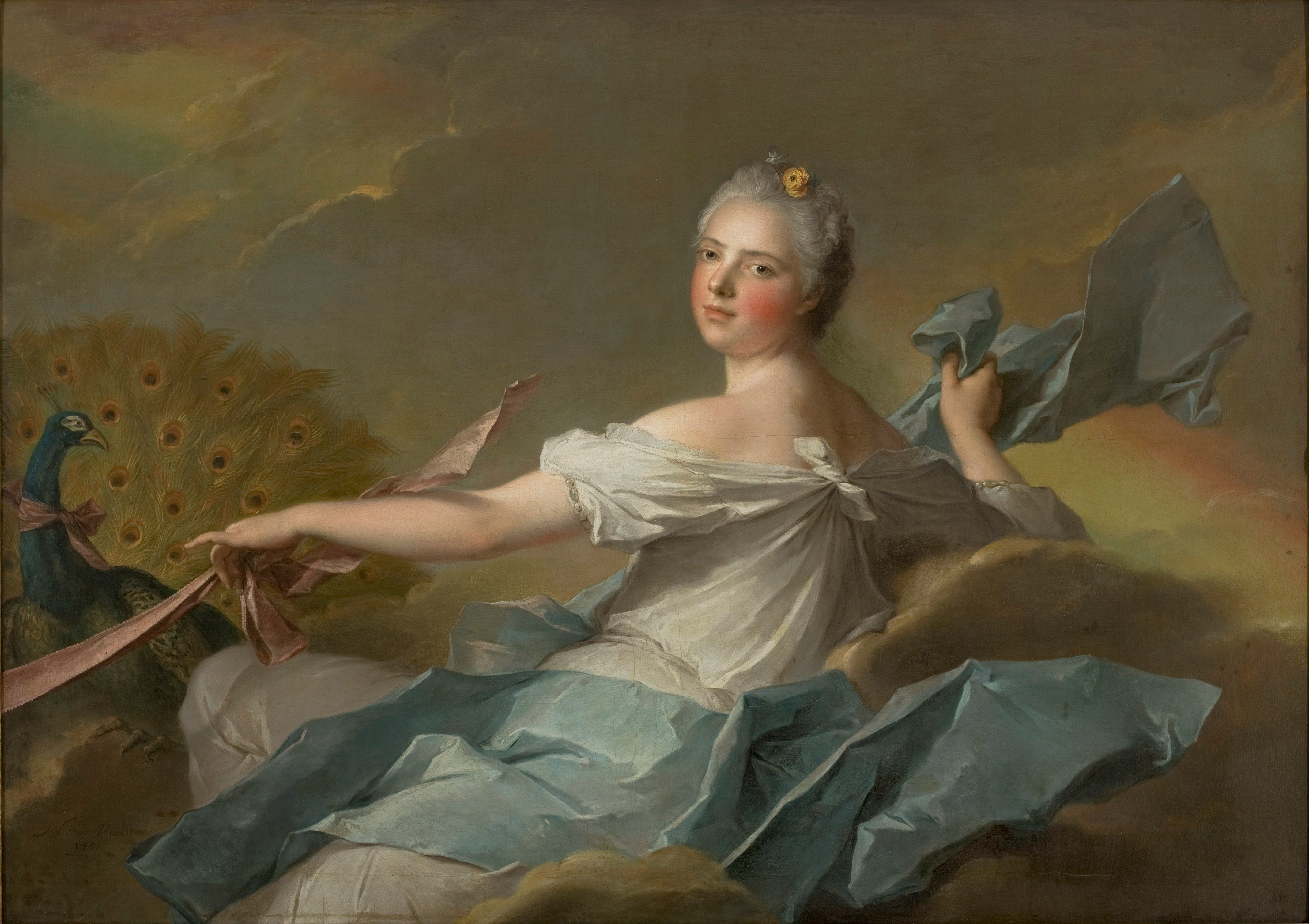
Madame Maria Adelaide como O Ar
Jean-Marc Nattier, 1751, Museu de Arte de São Paulo

Adelaide recebeu demasiadas propostas de casamento como a de Luís Francisco José, Príncipe de Conti e de Francisco Xavier da Saxônia, mas Luís XV considerou que não havia consortes potenciais como sendo de estatuto adequado disponível. Em 1761, ela foi cogitada para se casar com o rei Carlos III da Espanha, recém viúvo de Maria Amália da Saxônia, todavia, depois de ver o retrato dele, ela se recusou, sendo assim Adelaide permaneceu solteira até morrer.
Descrita como uma típica Bourbon com "grandes olhos escuros ao mesmo tempo apaixonados e suaves", e de personalidade extremamente altiva, com um carácter dominante e ambicioso, inteligente e consciente de sua posição, Adelaide foi a única das irmãs solteiras com ambição política, e ela tentou, sem sucesso, ganhar influência política através de seu pai o rei, seu irmão o Delfim e, eventualmente, através de seu sobrinho, Luís Augusto o futuro Luís XVI.
Madame Adelaide, assim como seus irmãos, tentaram sem sucesso impedir a ligação de seu pai com Madame de Pompadour, a quem chamavam de "mamãe prostituta" (maman putain). No início da década de 1750, quando a saúde de Madame de Pompadour estava se deteriorando, Adelaide, que era uma boa amazona, tornou-se a companheira favorita de seu pai e frequentemente o acompanhava durante cavalgadas e caçadas e o divertia com conversas. O relacionamento próximo entre pai e filha motivou rumores que os dois mantinham um relacionamento incestuoso. Adelaide também teria tido um filho de seu pai, Louis Marie de Narbonne Lara, cuja maternidade tradicionalmente é atribuída a Françoise de Chalus, dama de companhia de Adelaide.

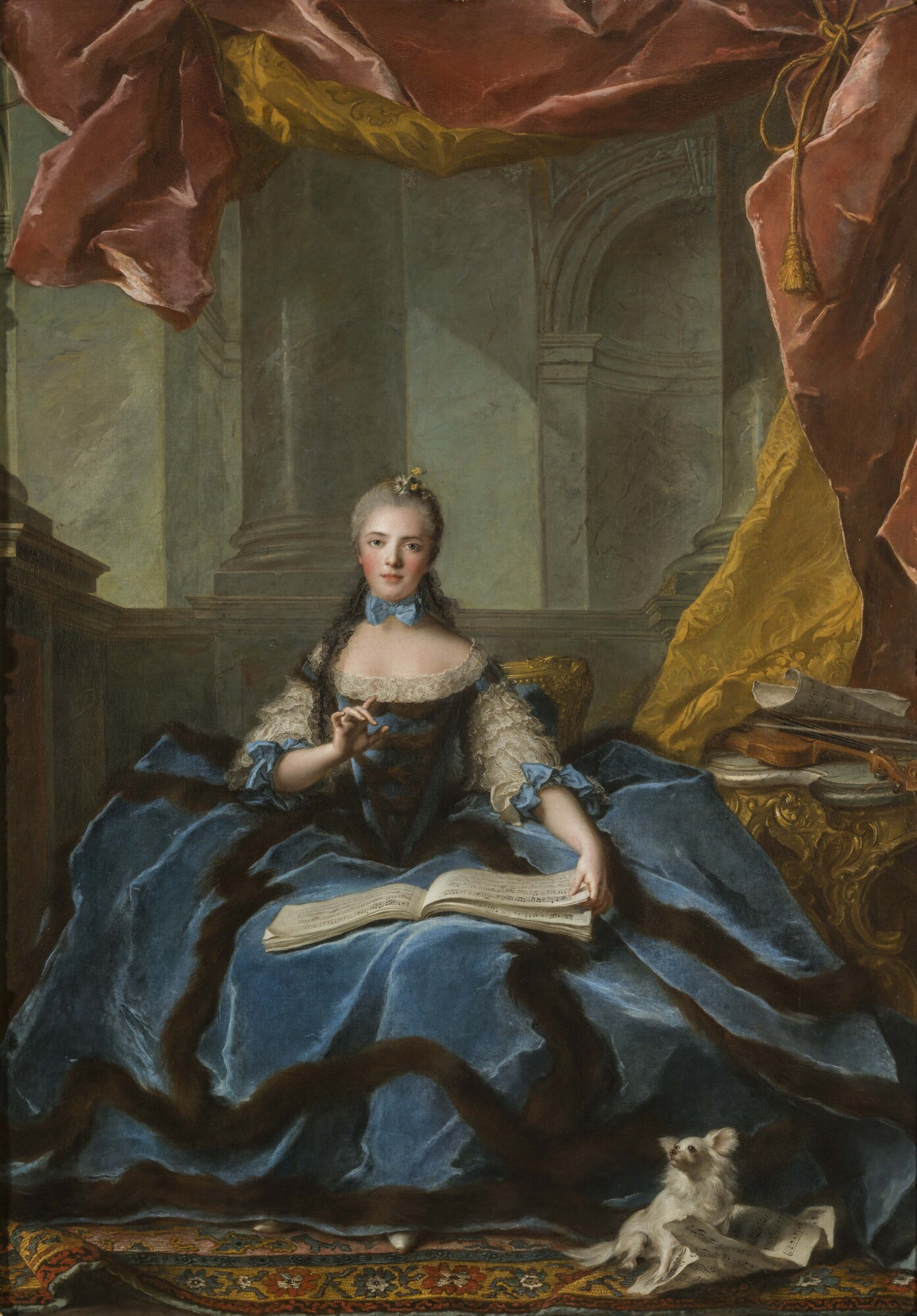
Maria Adelaide de França
Jean-Marc Nattier, 1758
Palácio de Versalhes

Após a morte de Madame de Pompadour em 1774, Luís XV passou a confiar cada vez mais em Adelaide, a quem considerava de "resoluções firmes e rápidas".  Acreditava-se que, por meio dela, o rei fora aconselhado pelo arcebispo de Paris, Christophe de Beaumont, e pelos Dévots, partido que seguia uma política católica de oposição aos protestantes na França e aliança com a monarquia Habsburgo.
Em 1768, com a morte da rainha, Luís XV entrou em estado depressivo, e os membros da corte acreditavam que, assim que o rei se recuperasse da depressão, a escolha seria fornecer-lhe uma nova rainha ou uma nova amante real oficial. Madame Adelaide, que detestava a ideia de uma nova amante real, encorajou o seu pai se casar novamente afim de evitar isso. Ela teria preferido uma rainha que fosse jovem, bonita e sem ambição, pois ela poderia distrair seu pai dos assuntos de estado, deixando-os para Adelaide. Ela era partidária de Maria Luísa de Saboia-Carignano, princesa-viúva de Lamballe, uma candidata adequada para esse propósito e apoiada neste plano pela poderosa família Noailles. Todavia, a própria princesa de Lamballe não mostrou interesse nesta empreitada e seu ex-sogro, o duque de Penthievré, não estava disposto a consentir, e o plano de casamento nunca se materializou. Foi então sugerido ao rei que se casasse com a arquiduquesa Maria Isabel da Áustria. A arquiduquesa era de extrema beleza, mas quando ela adoeceu de varíola, a deixando com a pele marcada, as negociações de casamento foram interrompidas. Por fim, Luís XV iniciou um relacionamento com Madame du Barry, aquela que seria sua última amente oficial, e a quem Madame Adelaide desprezava.
Em 1770, a arquiduquesa Maria Antonieta da Áustria chegou à Versalhes para se casar com o Delfim Luís Augusto, o herdeiro do trono francês. Nesta época, Maria Adelaide e suas irmãs, conhecidas na corte como "Mesdames de França", eram descritas como bruxas velhas e amargas, que passavam os dias fofocando e tricotando em seus quartos. No início, Maria Antonieta entrou para o círculo social das Mesdames e Adelaide tentou obter influência sobre a nova Delfina contra Madame du Barry e repetidamente a induziu a esnobar Madame du Barry, ocasionando a insatisfação do rei Luís XV. Em 1772, a mãe da Delfina, imperatriz Maria Teresa da Áustria e seu embaixador, o Conde de Mercy-Argenteau, preocupados com a insatisfação de Luís XV e com a aliança franco-austríaca, aconselharam Maria Antonieta a socializar-se com Madame Du Barry, o que frustrou Adelaide. Isso interrompeu a amizade entre a Delfina e Madame Adelaide, que posteriormente teria sido a primeira pessoa a chamá-la de "a austríaca".

### No reinado de Luís XVI
Madame Adelaide e suas irmãs permaneceram próximas e cuidaram de seu pai, Luís XV, até sua morte em 1774. Após a ascensão de seu sobrinho Luís Augusto como Luís XVI, Adelaide e suas irmãs passaram a ser conhecias como "Madames-Titias" ("Mesdames Tantes"). O novo rei, seu sobrinho, permitiu que as tias mantivessem seus aposentos no Palácio de Versalhes, e que continuassem frequentando a corte. Em 1777, Madame Adelaide foi nomeada Duquesa de Louvois, juntamente com a irmã Sofia.

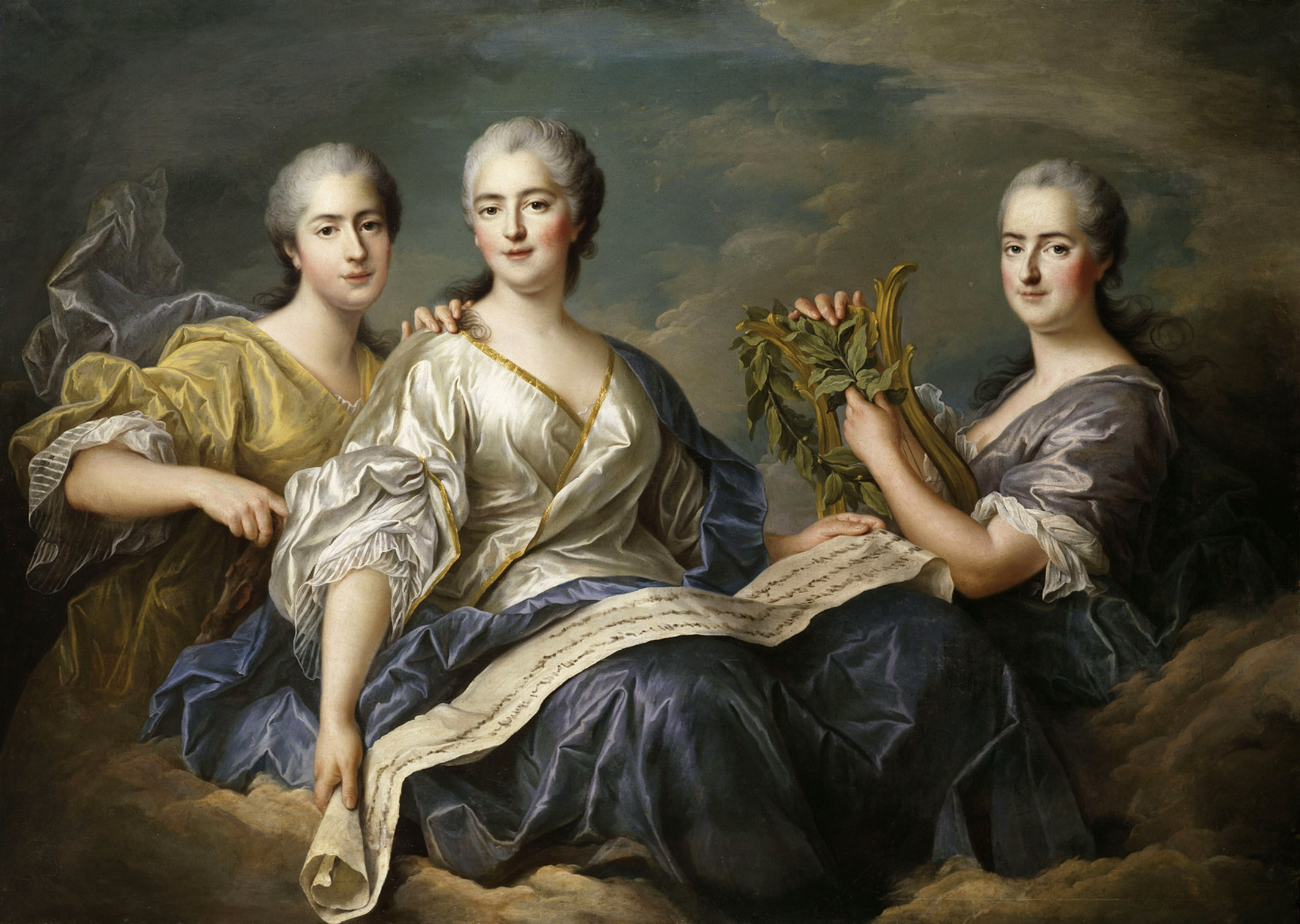
Mesdames Adelaide, Vitória e Sofia - Após François-Hubert Drouais, entre 1750-1775, Palácio de Versalhes

Adelaide passou a desempenhar um papel político após a sucessão de seu sobrinho, ela desempenhou um importante papel na formação do novo governo com instruções sobre ministros adequados para o novo rei.  No início de seu reinado, Luís XVI sentia confiança em sua tia em relação aos assuntos de Estado, e ele a considerava inteligente o suficiente para torná-la sua conselheira política. Apesar de apoiada pelo partido dos Dévots, Madame Adelaide ganhou tamanha oposição dentro da corte que o rei logo se viu obrigado a excluí-la dos assuntos de estado.
Juntamento com suas irmãs, Adelaide se distanciou da corte e muitas vezes preferia residir em seu próprio Castelo de Bellevue em Meudon, as irmãs também viajavam anualmente para Vichy, sempre com um séquito de pelo menos trezentas pessoas, e popularizando suas águas termais. As Mesdames continuaram a ser confidentes de Luís XVI, e também mantiveram um bom relacionamento com sua sobrinha, a princesa Isabel de França, e frequentemente a visitavam em seu retiro em Montreuil. Em contrapartida, a relação das Mesdames com a rainha Maria Antonieta não era calorosa. Quando a rainha introduziu novos costumes informais, bem como outros hábitos que minavam a etiqueta formal da corte, isso resultou protestos por parte das Mesdames e da velha nobreza da corte em oposição às reformas da rainha.

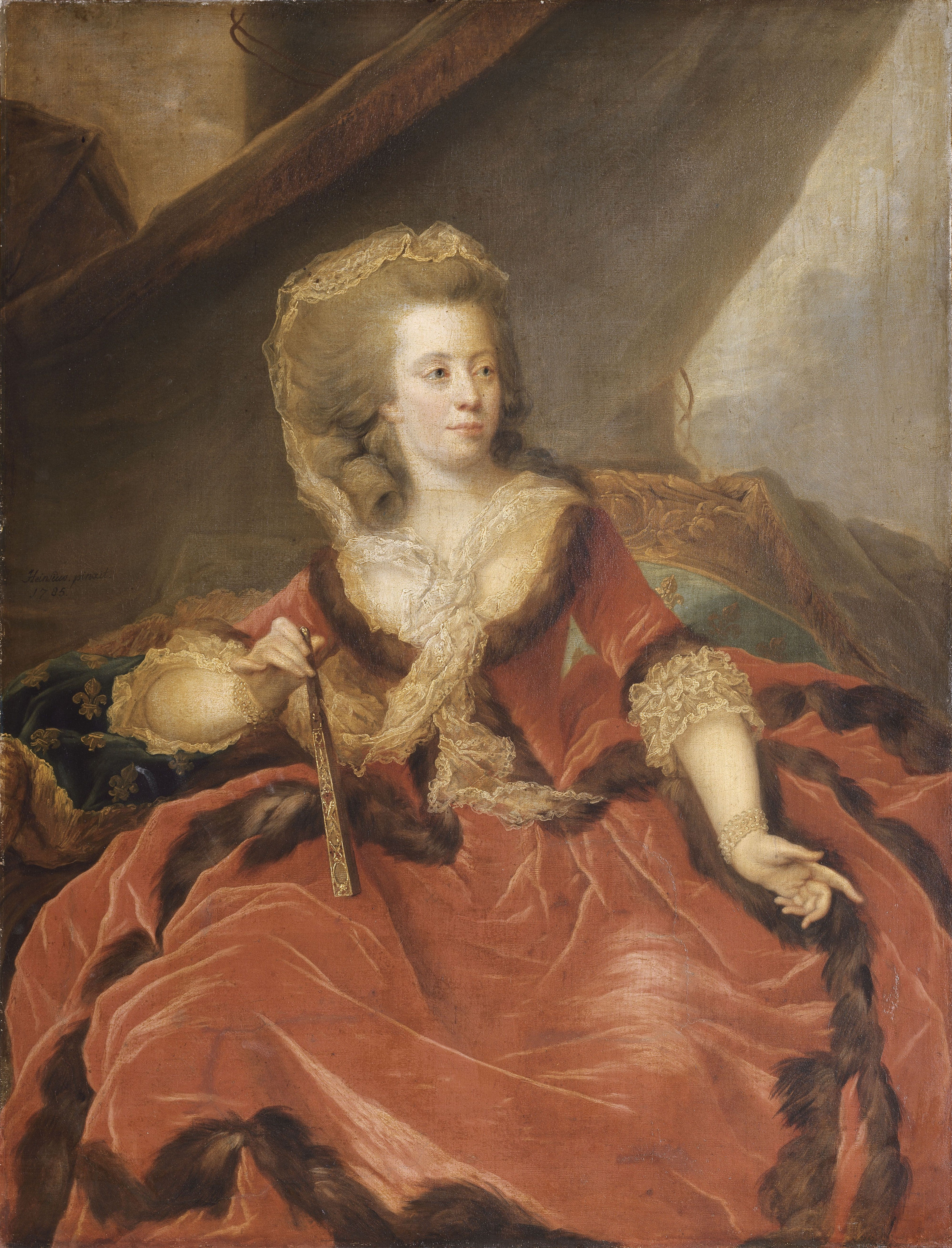
Maria Adelaide de França
Johann Julius Heinsius, 1786
Palácio de Versalhes

As Mesdames se reuniam frequentemente em Bellevue e também nos salões de Versalhes com membros do partido anti-austríaco, onde Beaumarchais lia em voz alta suas peças com sátiras sobre a Áustria. O embaixador austríaco, o Conde de Mercy-Argenteau, relatou que os salões das Mesdames, eram um centro de intrigas contra Maria Antonieta, onde Madame Adelaide e outros membros do partido anti-austríaco declamavam poemas satirizando a rainha. As Mesdames juntamente com o partido extremamente conservador dos Dévots também se opunham aos filósofos, enciclopedistas e economistas. Elas também se opuseram fervorosamente ao ministro de Luís XVI, Jacques Necker, um suíço protestante.
A rainha Maria Antonieta considerava as tias do marido mulheres arrogantes e, em 1782, quando Vitória de Rohan renunciou ao cargo de governanta dos Filhos de França, a rainha se opôs a ideia do rei de confiar a educação de seus filhos à Madame Adelaide. A rainha estava determinada que seus filhos não deveriam crescer para serem arrogantes como as tias solteiras do rei e em contraste com a imagem dela como uma rainha materialista que ignorava a situação dos pobres, Maria Antonieta tentou ensinar os filhos sobre os sofrimentos dos outros. 
Em 1782, a princesa Sofia de França faleceu, e em 1787 a princesa Luísa Maria de França também falece, essas mortes foram um duro golpe para as Mesdames. Em 1789, quando da eclosão da Revolução Francesa, apenas Adelaide e sua irmã Vitória, dos dez filhos do rei Luís XV e da rainha Maria Leszczyńska, permaneciam vivas. As duas irmãs presenciaram o assalto ao Palácio de Versalhes, a prisão da família real, a queda da monarquia, a instauração da Primeira República Francesa e a execução do rei, seu sobrinho, e da rainha, bem como a ascensão de Napoleão Bonaparte. Ambas irmãs morreriam no exílio em Triste, Itália, Vitória em 1799 e Adelaide em 1800, respectivamente, pobres e dependentes da boa vontade de monarquistas e do Papa.

### Revolução Francesa e últimos anos
Madame Adelaide e sua irmã Vitória estavam presentes em Versalhes durante a marcha das mulheres a versalhes em 6 de outubro de 1789 e pertenciam às pessoas reunidas no apartamento do rei na noite do ataque ao quarto de Maria Antonieta. As duas irmãs participaram da comitiva que partiu de Versalhes para Paris, todavia, sua carruagem se separou do resto da família real antes de chegarem a Paris, e elas fixaram residência no Castelo de Bellevue em Meudon.

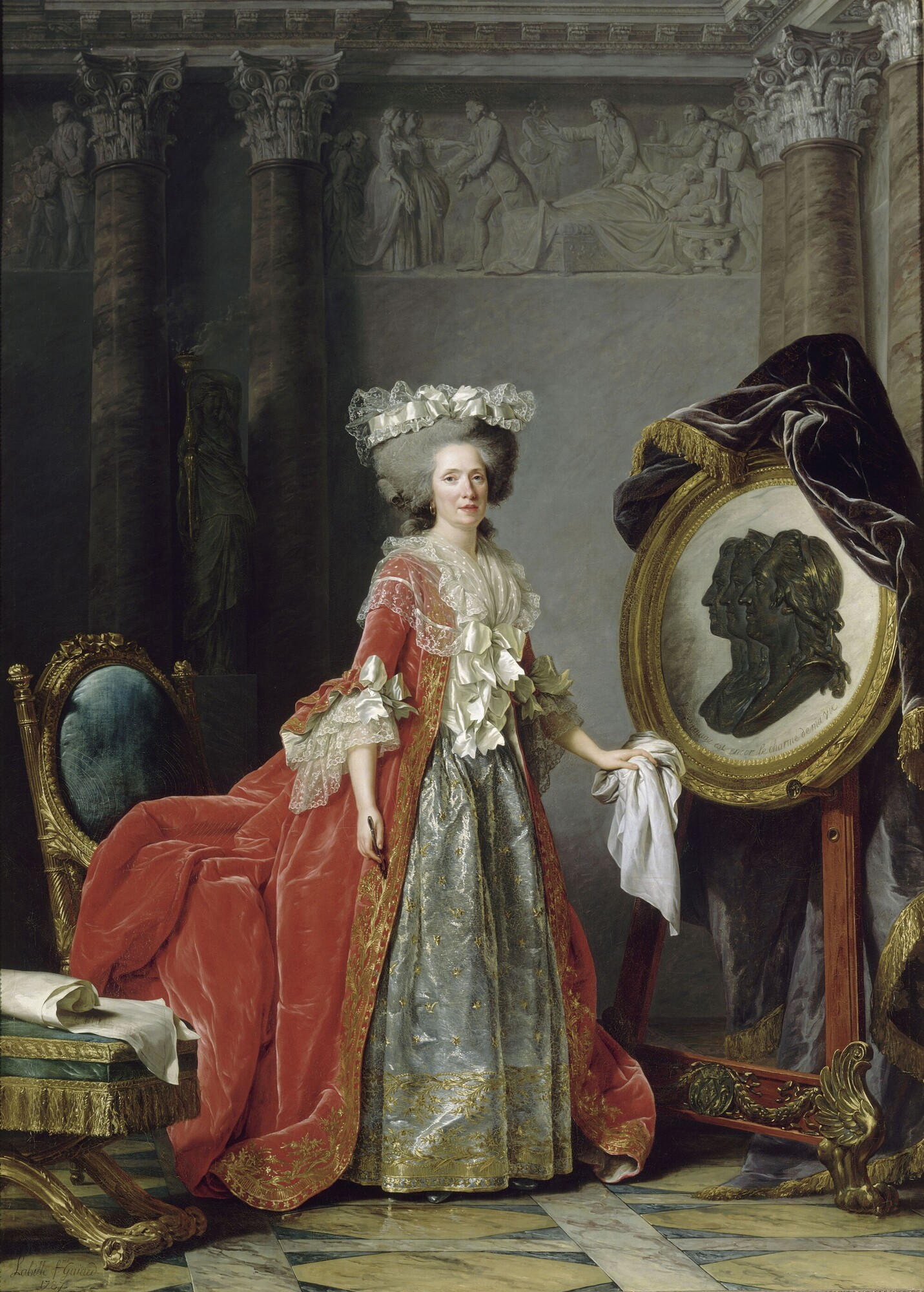
Madame Adelaide
Adélaïde Labille-Guiard, 1787
Palácio de Versalhes

As duas mulheres, horrorizadas com as novas leis revolucionárias contra a Igreja, solicitaram passaportes ao seu sobrinho, o rei, para viajarem em peregrinação à Basílica de São Pedro em Roma, e Luís XVI assinou seus passaportes e notificou o Cardeal de Bernis, o embaixador da França em Roma, da partida. Em 3 de fevereiro de 1791, quando se preparavam para partirem, foi enviada ao Clube Jacobino uma intimação anônima sobre a intenção das Mesdames de abandonarem a França, o que provocou protesto na Assembleia Nacional. Em 19 de fevereiro, uma multidão de mulheres se reuniu no Palácio Real e concordou em marchar até o Castelo de Bellevue e impedir a partida das tias do rei. As Mesdames foram avisadas e deixaram o castelo na carruagem de um visitante antes de terem tempo de trazer seus vagões de bagagem, que foram, porém, protegidos e enviados logo após sua partida pelo general Louis-Alexandre Berthier.
Sua saída recebeu atenção da imprensa. O Chroniqle de Paris escreveu: "Duas princesas, sedentárias por condição, idade e gosto, são subitamente possuídas por uma mania de viajar e correr pelo mundo. Isso é singular, mas possível. Elas vão, dizem as pessoas, beijar os sapatinhos do Papa. Isso é engraçado, mas edificante [...] As senhoras, e principalmente Madame Adelaide, querem exercer os direitos do homem. Isso é natural [...] "As viajantes justas são acompanhadas por uma comitiva de oitenta pessoas. Está bem. Mas elas levam doze milhões do tesouro. Isso é deplorável [...] ", enquanto os Sahhats Jacobitas escreveu: "As Mesdames estão indo para a Itália para testar o poder de suas lágrimas e seus encantos sobre os príncipes daquele país. Já o Grão-Mestre de Malta fez com que Madame Adelaide fosse informada de que ele lhe dará seu coração e sua mão logo já que ela deixou a França, e que pode contar com a ajuda de três galés e quarenta e oito cavaleiros, jovens e velhos. Já nosso Santo Padre se compromete a se casar com Vitória e promete a ela seu exército de trezentos homens para realizar uma contra-revolução."
As Mesdames foram temporariamente detidos por um motim contra sua partida em Moret e, em 21 de fevereiro, foram detidas por vários dias em uma taverna em Arnay-le-Duc, onde o município desejava verificar com a Assembleia Nacional sua permissão para sair da França. Em Paris, o caso causou tumultos e manifestantes invadiram os jardins das Tulherias e exigiram que o rei ordenasse o retorno de suas tias. O assunto foi debatido na Assembleia Nacional, onde Honoré Gabriel Riqueti de Mirabeau convenceu a Assembleia Nacional de que "O bem-estar do povo não pode depender da jornada que as senhoras empreendem a Roma [ ...] A Europa sem dúvida ficará muito surpresa, quando souber que a Assembleia Nacional da França passou quatro horas inteiras deliberando sobre a partida de duas senhoras que preferem ouvir a missa em Roma - do que em Paris." O público em Arnay-le-Duc, todavia, não ficou satisfeito com a decisão da Assembleia e, por causa de uma rebelião para impedir sua partida, elas não puderam partir até 3 de março. Elas foram expostas a manifestações públicas em várias ocasiões entre Lyon e a fronteira antes de finalmente deixarem a França em Le Pont-de-Beauvoisin, onde foram vaiadas da costa francesa, enquanto salvas de artilharia da costa italiana as receberam na Sardenha, onde sua sobrinha Maria Clotilde, era rainha. 

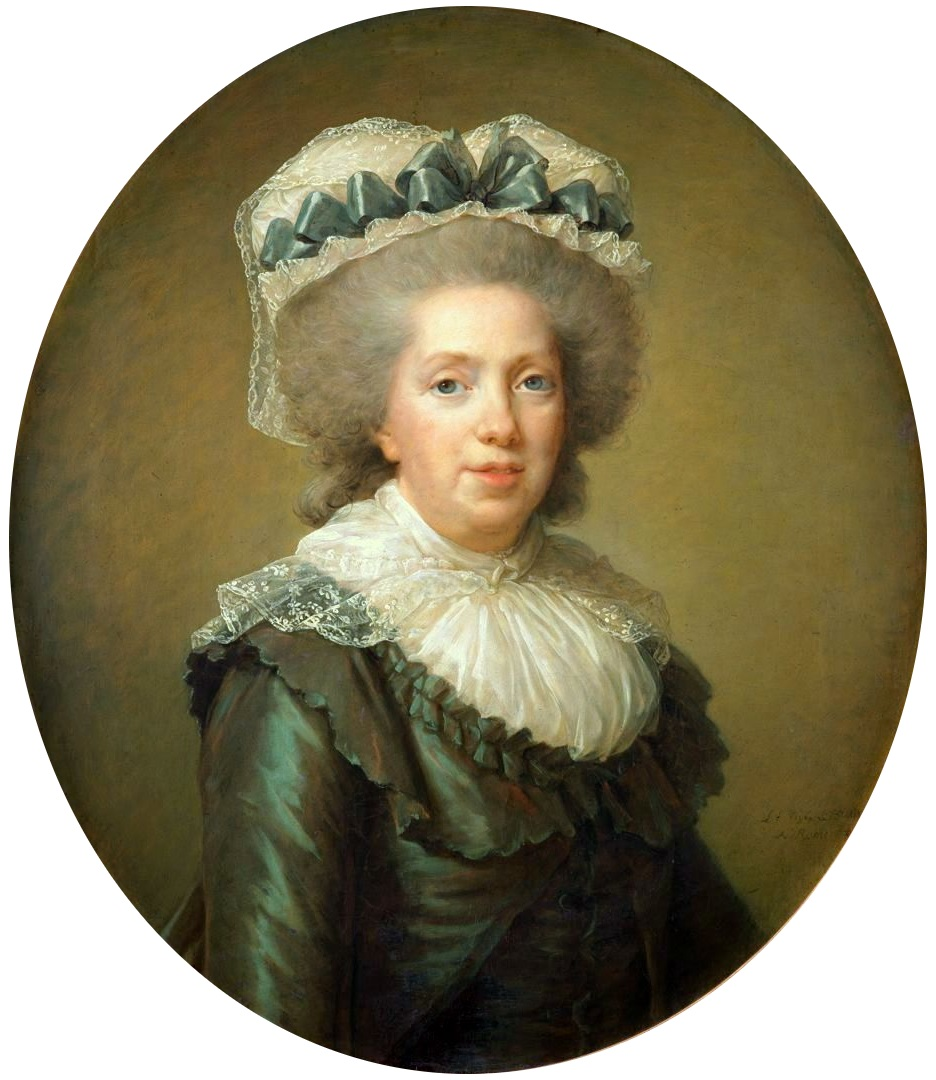
Madame Adelaide de França
Élisabeth Vigée-Lebrun, 1791
Museu Jeanne-d'Aboville

Na Sardenha, as Mesdames foram instaladas no Castelo de Chambéry. Elas visitaram sua sobrinha Maria Clotilde na corte real de Turim, mas ficaram apenas por quinze dias. Foi dito que "nem mesmo as boas-vindas comoventes e graciosas oferecidas a eles pela família real, o carinho demonstrado a eles pelo conde d'Artois e o príncipe e a princesa do Piemonte, seu sobrinho e sobrinha, foram capazes de esquecerem a angústia e os perigos que haviam deixado para trás e que cercavam a família e o país de tristeza. A Sra. Vitória chorava continuamente, a Sra. Adelaide não chorava, mas quase perdera o uso da palavra." Elas chegaram a Roma em 16 de abril de 1791, onde o Papa deu-lhes as boas-vindas oficiais com toque de sinos, e onde permaneceram por cerca de cinco anos. Em Roma, as irmãs receberam a proteção do Papa e foram alojadas no Palácio do Cardeal de Bernis. Nas recepções de sexta-feira do Cardeal de Bernis, Cornelia Knightd escreveu-os: "Madame Adelaide ainda conservava traços daquela beleza que a distinguira em sua juventude, e havia grande vivacidade em seus modos e na expressão de seu semblante. Madame Vitória também tinha um rosto agradável, muito bom senso e grande doçura de temperamento. Seu vestido e o de sua suíte eram antiquados, mas sem ostentação. As joias que trouxeram foram vendidas, uma a uma, para ajudar os pobres emigrantes que se candidatavam às princesas em seus angústia. Eles eram altamente respeitados pelos romanos; não apenas pelas ordens superiores, mas pelo povo comum, que tinha horror à revolução francesa, e nenhuma grande parcialidade por aquela nação em geral." Quando chegou a notícia de que Luís XVI e sua família haviam deixado Paris na chamada Fuga de Varennes em junho, um mal-entendido causou a impressão de que a fuga havia sido bem-sucedida; com esta notícia, "toda Roma gritou de alegria; a multidão se aglomerou sob as janelas das Princesas gritando: Viva o Rei!", e as Mesdames organizaram um grande banquete para a nobreza de Roma em celebração, que teve que ser interrompido quando foi esclarecido que a fuga havia de fato falhado.

Após a invasão da Itália pela França revolucionária em 1796, Adelaide e Vitória deixaram Roma e partiram para Nápoles, onde a irmã de Maria Antonieta, Maria Carolina, era rainha, e se estabeleceram na corte real napolitana no Palácio de Caserta. A rainha Maria Carolina achou difícil sua presença em Nápoles: "Tenho o terrível tormento de abrigar as duas velhas Princesas da França com oitenta pessoas em sua comitiva e todas as impertinências imagináveis ... As mesmas cerimônias são observadas no interior de seus aposentos aqui como estavam anteriormente em Versalhes." Quando Nápoles foi invadida pela França em 1799, eles partiram em uma fragata russa para Corfu, e finalmente se estabeleceram em Trieste, onde Vitória foi a primeira a morrer com um Câncer de mama, Adelaide morreu no ano seguinte em Roma. Seus corpos foram repatriados a França por Luis XVIII, outro de seus sobrinhos, e enterrados na Basílica de Saint-Denis.

## Galeria

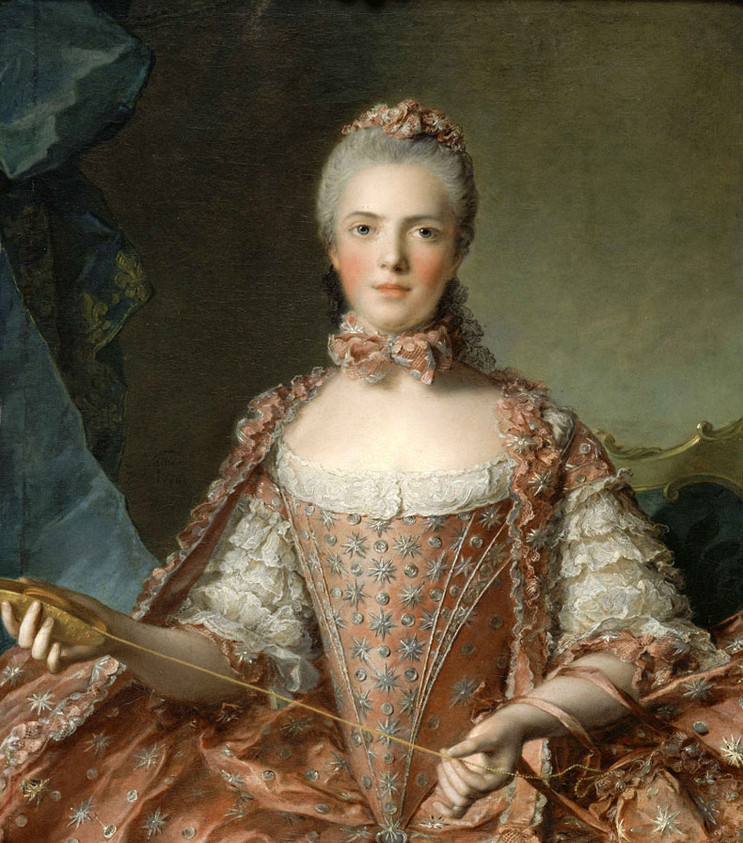
Madame Adelaide de França atando nó (1756), Jean-Marc Nattier, Palácio de Versalhes, França
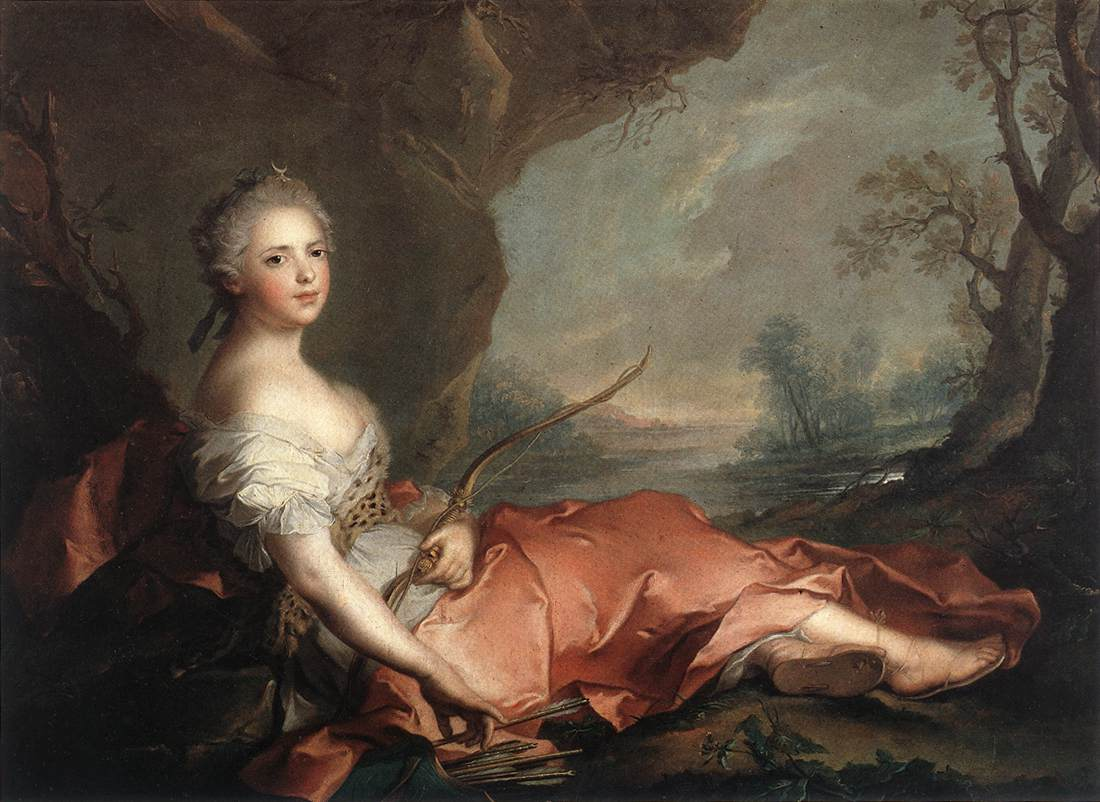
Maria Adelaide de França representada como Diana (1745), Jean-Marc Nattier, Palácio Pitti, Florença, Itália
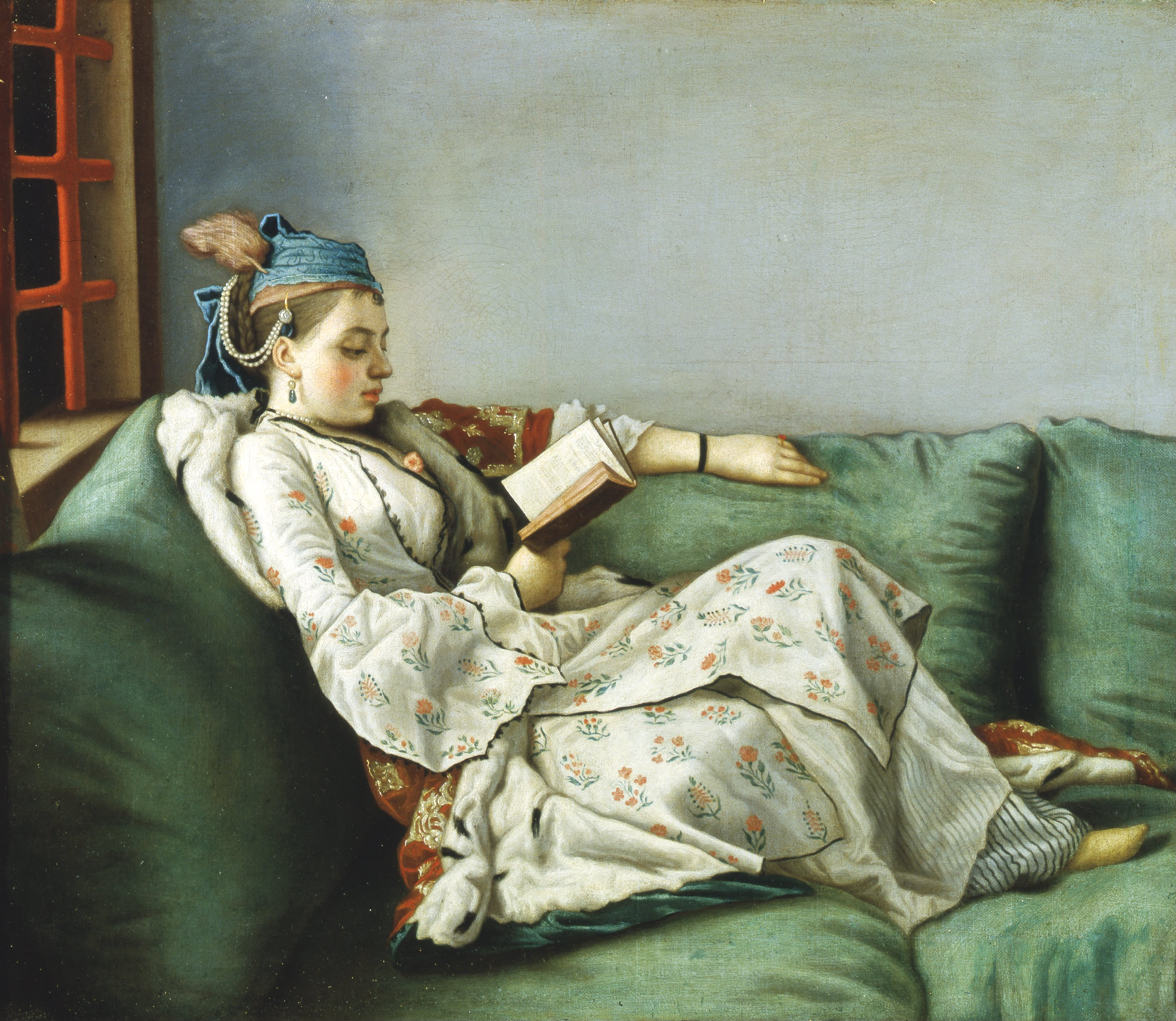
Retrato de Maria Adelaide de França em trajes de estilo turco (1753), Jean-Étienne Liotard, Galleria degli Uffizi, Florença, Itália